# Флавій Неотерій
Флавій Неотерій (*Flavius Neoterius, д/н —після 393) — державний діяч Римської імперії.

## Життєпис
Про походження обмаль відомостей. Народився ймовірно у Римі. був нотарієм імператора Валентиніана Ію У 365 році був відправлений до Африки, щоб забезпечити вірність цієї провінції під час повстання узурпатора Прокопія.
У 380—384 роках був преторінаським префектом Сходу. У 385 році призначається преторіанським префектом Італії. Допомагав імператорові Валентиніану II протистояти тиску Магна Максима, що панував в Галлії. У 388—389 роках брав участь у кампанії імператора Феодосія I проти Магна.
У 390 році призначається преторіанським префектом Галлії і консулом (разом з Валентиніаном II). Останні згадки про нього відносяться до 393 року, про свідчить листування Неотерія з Квінтом Аврелієм Сіммахом.